# Helius communis
Helius communis är en tvåvingeart som först beskrevs av Frederick Askew Skuse 1890.  Helius communis ingår i släktet Helius och familjen småharkrankar. Inga underarter finns listade i Catalogue of Life.